# Geyria grandis
Geyria grandis is een insect uit de familie van de mierenleeuwen (Myrmeleontidae), die tot de orde netvleugeligen (Neuroptera) behoort. 
Geyria grandis is voor het eerst wetenschappelijk beschreven door Hölzel in 1987.